# 鳴見なる
鳴見 なる（なるみ なる、3月29日 - ）は、日本の漫画家、イラストレーター。東京都出身。女性。2005年にデビュー。作品に『ラーメン大好き小泉さん』（2013年 - ）などがある。

## 来歴
鳴見なるは3月29日に東京都で生まれた。小学生低学年のころは福岡に居住しており、そのころラーメンを好きになったという。幼少時はほとんど漫画を読まなかったが、中学生になってからは少年誌のラブコメディを多く読んだと語っている。また、高校生のころからラーメンの食べ歩きを始めている。
2005年に『こいかみ』でスクウェア・エニックス『月刊ガンガンWING』第70回金の翼賞佳作を受賞し、同作でデビュー。翌2006年、同誌にて『東京★イノセント』を連載開始。2011年より農業を主題とした『JA 〜女子によるアグリカルチャー〜』を連載開始。農業に触れているうちに食について考えるようになったことをきっかけに、2013年から『まんがライフSTORIA』において『ラーメン大好き小泉さん』を連載開始。同作は大ヒットとなり、2015年にはテレビドラマ化、2018年にはテレビアニメ化された。また、2014年からは『ヤングエース』にて『渡くんの××が崩壊寸前』も連載開始した。

## 人物
好きな物としてラーメン・東京・妖怪を挙げ、特にラーメンについては2016年に1日5杯までなら美味しく食べられると語っており、2020年には年間365杯以上食べているとも語っている。また、妖怪は好きだが幽霊の様なおどろおどろしい物は苦手である。

## 作品リスト

### 漫画作品

#### 連載
- 東京★イノセント（『月刊ガンガンWING』→『ガンガンONLINE』2006年7月号 - 2011年4月）
- 絶対†女王政（『月刊ガンガンJOKER』2010年2月号 - 2011年1月号）
- JA 〜女子によるアグリカルチャー〜（『ヤングエース』2011年5月号 - 2014年7月号）
- ラーメン大好き小泉さん（『まんがライフSTORIA』→『ストーリアダッシュ』2013年Vol.3 - 2024年2月23日→『月刊少年チャンピオン』2024年11月号[5] - 連載中）
- 渡くんの××が崩壊寸前（『ヤングエース』2014年9月号[6] - 2015年7月号→『月刊ヤングマガジン』2015年No.12[7] - 2023年No.10[8]）
- のら犬と天使ちゃん（『月刊ヤングマガジン』2025年No.7[9] - ）

#### 読み切り
- こいかみ（『月刊ガンガンWING』2005年12月号）
- キンキラ◆コンプレックス（『月刊ガンガンWING』2006年3月号）
- JR（女子ラーメン）高田馬場（『まんがライフ』2012年2月号）
- 推し麺！（『まんがライフ』2013年Vol.1）
- ラーメン大好き小泉さん（『まんがライフオリジナル』2014年11月号[10]） - 出張掲載。単行本1巻の発売記念[10]。
- ラーメン大好き小泉さん 特別編（ラーメンWalker東京23区 2016付属小冊子、2015年[11]）
- 小説プレビューコミック 最強彼女黒髪めがね（原作：終倉敷、作画：武田みか、『ガンガンONLINE』）メインキャラクターデザイン
- ラーメン大好き小泉さん 特別編（ラーメンWalker東京23区2017袋とじ、2016年[12]）
- ラーメン大好き小泉さん 特別編（ラーメンWalker東海2018、2017年[13]） - 「信濃屋編」と「高山ラーメン編」の2本[13]。
- ラーメン大好き小泉さん（『まんがライフ』2019年10月号[14]） - 出張掲載。
- アンソロジー寄稿作品（『マンガ麺 漫画家と麺の幸せな関係』2019年[15]） - カバーイラストも担当。
- ラーメン大好き小泉さん（東京ラーメンショー2019 イベントガイドブック、2019年[16]） - 描き下ろし1ページ漫画。
- ラーメン大好き小泉さん（『近代麻雀』2020年2月号[17]） - 出張掲載。

### イラスト
- 圭一の告白タイム編（著：磯貝波帆、『ひぐらしのなく頃に 語咄し編3』2009年）挿絵
- 最強彼女黒髪めがね（著：終倉敷、ガンガンノベルズ、2010年）挿絵
- 女子高生探偵シャーロットホームズの冒険（著：ブリタニー・カヴァッラーロ、訳：入間眞、竹書房文庫、2016年[18]）カバーイラスト
- AKIBAヌードル 肉汁麺ススム監修 肉汁麺（2017年）イメージキャラクター「鳴門まき」
- メイドインアビス（テレビアニメ、2017年）第3話のエンドカード

### 書籍
- 『東京★イノセント』、スクウェア・エニックス〈ガンガンウイングコミックス、ガンガンコミックスONLINE〉2006年 - 2011年、全9巻
- 『絶対†女王政』、スクウェア・エニックス〈ガンガンコミックスJOKER〉2010年 - 2011年、全2巻
- 『JA 〜女子によるアグリカルチャー〜』、角川書店〈カドカワコミックス・エース〉2011年 - 2014年、全8巻
- 『ラーメン大好き小泉さん』、竹書房〈バンブーコミックス〉2014年 - 2023年、全11巻、未完
  - （新装版）秋田書店〈少年チャンピオン・コミックス〉2024年 - 、既刊13巻（2025年4月8日現在）
- 『渡くんの××が崩壊寸前』、KADOKAWA〈角川コミックス・エース〉2015年、全1巻、未完
  - 講談社〈ヤンマガKCスペシャル〉2016年 - 2023年、全16巻

## 参考資料
- “鳴見 なる（漫画家）”. マンガペディア.   百科綜合リサーチ・センター、エイトリンクス、VOYAGE MARKETING. 2021年4月23日閲覧。
- “鳴見なるの三角関係＋妹のラブコメ「渡くんの××が崩壊寸前」月刊YMに移籍”. コミックナタリー.   ナターシャ (2015年11月20日). 2021年4月23日閲覧。
- IRORIO (2016年6月17日). “漫画を書くために1日5杯ラーメンを食べることも！「ラーメン大好き小泉さん」の作者鳴見なる先生にぶつける10の質問【サイン本プレゼント付き】”. ライブドアニュース. 2021年4月23日閲覧。
- 一風堂note編集部 (2020年6月1日). “『ラーメン大好き小泉さん』著者・鳴見なるさん流、ラーメンとの“幸福な”付き合い方”. note. 2021年4月23日閲覧。